# Кепура, Ян
Ян Виктор Кепура (пол. Jan Wiktor Kiepura, 16 мая 1902, Сосновец — 16 августа 1966, Харрисон, Уэстчестер, Нью-Йорк) — польский и американский певец (тенор).

## Биография

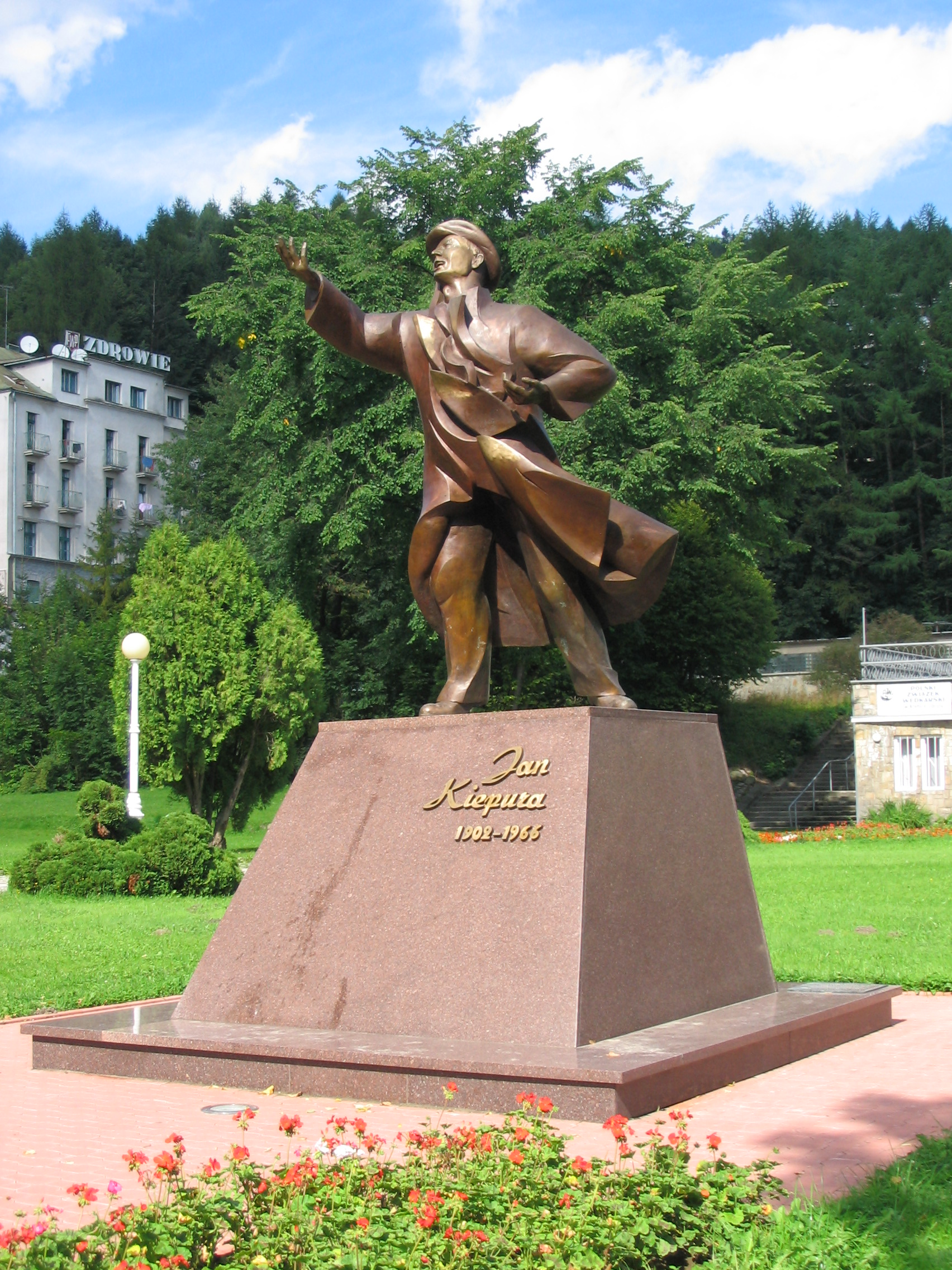
Памятник Яну Кепуре в курортном городе Крыница

Мать, Мириам (Мария) Найман, еврейского происхождения, была профессиональной певицей; отец — Франтишек Кепура — булочник, владелец магазина. Учился у В. Бжезиньского и Т. Леливы в Варшаве. В 1923 дебютировал в Варшаве как концертный певец, в 1925 — как оперный. В 1926—1928 солист оперы в Вене. В 1929 и 1931 выступал в театре Ла Скала (Милан), затем в других театрах Западной Европы.
В 1938 году, с начавшимися в Европе гонениями на евреев, переехал с женой в США, выступал — в «Метрополитен-опера» (Нью-Йорк), пел в театрах Бродвея, в оперетте, снимался в кино (принял участие более чем в двадцати лентах), гастролировал в Северной и Южной Америке; после 1945 жил некоторое время в Вене, выступал в странах Европы, в ПНР (1958).
Жена — актриса оперетты Марта Эггерт. Умер от сердечного приступа. Похоронен на кладбище Старые Повонзки.

## Признание
Офицер ордена Возрождения Польши (1935). Золотой Крест Заслуги (1937).  Кавалер орденов Почётного легиона и Леопольда I (Бельгия).
C 1967 в подкарпатском приграничном городке Крыница, где Кепура жил в межвоенные годы на своей роскошной вилле Patria, проходит ежегодный музыкальный фестиваль его имени.